# Kolej Leśna Pionki
Kolej Leśna Pionki – przemysłowa kolej wąskotorowa o rozstawie toru 600 mm istniejąca w latach 1916-1983 w Puszczy Kozienickiej.

## Historia
Kolej leśna w Puszczy Kozienickiej, z punktem wyjściowym w Garbatce, powstała w 1916 roku, podczas I wojny światowej dla eksploatacji drewna w związku z potrzebami wojennymi armii austro-węgierskiej. Początkowo miała szerokość toru 750 mm i długość 13 km, następnie zastąpiona koleją o szerokości 600 mm. Po odzyskaniu niepodległości przez Polskę powstała druga linia kolejki konnej o szerokości 600 mm, wychodząca z Pionek. Obie sieci połączono po II wojnie światowej. Wybudowano wówczas parowozownię w Pionkach i przeniesiono tam zaplecze techniczne kolei z Garbatki. W latach 50. XX wieku długość sieci kolei wynosiła ok. 50 km. Sieć kolei ulegała zmianom w zależności od potrzeb gospodarczych, a w 1981 roku rozpoczęto jej generalną rozbiórkę.

## Chwila obecna
Po likwidacji kolejki w 1983 roku,stopniowo wywożono lub cięto na złom cały tabor kolejowy. Jedynym zachowanym do dziś taborem, który z całą pewnością pochodzi z Pionek, jest parowóz Las, ozn. Ty-1131, znajdujący się w Zagnańsku. W skansenie w Pionkach eksponowana jest również koleba z widocznym dotychczas oznaczeniem fabryki kalafonii w Garbatce, gdzie została zbudowana na własne potrzeby. Torowiska sprzedawano na złom oraz jako materiał budowlany. Do dziś zachowała się parowozownia, nasypy oraz mosty, jak również bardzo krótki odcinek szyn w drodze między stacją normalnotorową Garbatka a dawną fabryką kalafonii.
Od 2002 roku prowadzone były prace rewitalizacyjne mające na celu otworzenie na terenie lokomotywowni Skansenu Leśnej Kolei Wąskotorowej w Pionkach. Prace te zainicjowała i do 2009 prowadziła Fundacja Polskich Kolei Wąskotorowych. Zgromadzono w skansenie tabor kupowany przez FPKW, jej prezesa Pawła Szweda i osoby prywatne, jako depozyt.
Z początkiem 2010 roku skansen został wyłączony ze struktur Fundacji Polskich Kolei Wąskotorowych i dalej był prowadzony przez byłego prezesa FPKW Pawła Szweda, jako niezależna inicjatywa. Działalność skansenu przynosiła straty i w 2010 roku umowa dzierżawy lokomotywowni została wypowiedziana. W chwili obecnej skansen jest w stanie likwidacji. W listopadzie 2010 roku rozebrano ułożone torowisko, a tabor został wywieziony do skansenu w Rudach.

## Tabor
Parowozy:
- Tx-1113 "HF"
- Las – łącznie 6 szt.

Lokomotywy spalinowe:
- Wls50
- Lyd2
- V10C-559

Wagony:
- Wózki kłonicowe różnych producentów (m.in. "LOWA", "MONTANA", "HUTA OSTROWIEC")
- Platformy do przewozu drewna stosowego ("HUTA OSTROWIEC", "HZPML HAJNÓWKA")
- Cysterna
- Wagon osobowy pochodzący z kolejki w Hajnówce